# Карл Ернст Сярґава
Карл Ернст Сярґава (ест. Karl Ernst Särgava, до 1935 року — Петерсон) (ест. Peterson); 17 (29) квітня 1868, Вяндра, Пярнумаа — 12 квітня 1958, Таллінн) — естонський письменник, драматург, депутат Національних Зборів Рійґікоґу.

## Біографія
Син вчителя. 1889 закінчив Тартуську вчительську семінарію. Вчителював у різних школах Естонії. З 1906 до закінчення Другої світової війни працював у Таллінні.
Обирався депутатом міської ради Таллінна (1907-1918, 1930-1933), 1938 — до Національних Зборів (Riigivolikogu).

## Творчість
Друкувався з 1890. На початку творчості перебував під впливом Карла Роберта Якобсона.
У 1899-1901 видав цикл оповідань «Виразки» (т. 1-3,), в яких зображено життя естонського села.
Повість «Просвітитель» (1904) присвячена сільській інтелігенції. У ній показано банкрутство програми просвіти в умовах політичної реакції кінця XIX століття. Після революції 1905—1907 років письменник довго не друкувався.
У незалежній Естонії 1920 опублікував драму «Квітка папороті», 1922 — комедію «Новий міністр». Псевдонім  Сяргава  почав використовувати з 1935.
Праця останніх десятиліть його життя — історичний роман «Підемо в місто записуватися, життя своє полегшувати» (тт. 1-2, опублікований 1968).
Похований на Лісовому цвинтарі Таллінна.

## Нагороди
- Орден Білої зірки 3-го ступеня (1938)
- Орден Естонського Червоного Хреста (1934)
- Орден Орлиного хреста 5 класу (1929)
- Орден «Знак Пошани» (30 грудня 1956)

## Пам'ять
- На бульварі Естонія в Таллінні в 1985 встановлено пам'ятник письменнику.